# Cattedrale della Santissima Trinità (Pakrac)
La cattedrale della Santissima Trinità (in serbo: Саборна црква Свете Тројице; in croato: Saborna crkva Svete Trojice) è la cattedrale ortodossa serba di Pakrac, in Croazia, e sede dell'eparchia della Slavonia.

## Storia
La cattedrale di Pakrac è stata costruita tra il 1745 ed il 1768 in stile barocco, poi ristrutturata tra il 1893 ed il 1896 dall'architetto viennese Hermann Bollé, che ha introdotto elementi neobizantini.
L'iconostasi all'interno è stata dipinta dai pittori serbi Stevan Todorovic e Živka Jugovic, ma è andata perduta durante l'ultima guerra, quando la chiesa è stata bruciata dalle forze croate nel 1991. La chiesa è stata parzialmente restaurata tra il 2003 ed il 2005.